# Trasporti in Piemonte

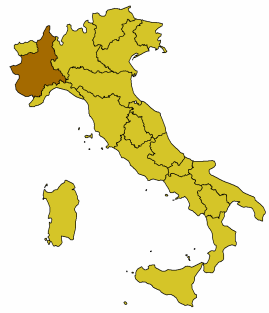
Posizione della regione

Il sistema infrastrutturale dei trasporti del Piemonte consiste in linee metropolitane, ferroviarie, aeroportuali, autostradali, stradali e lacustri.

## Rete ferroviaria

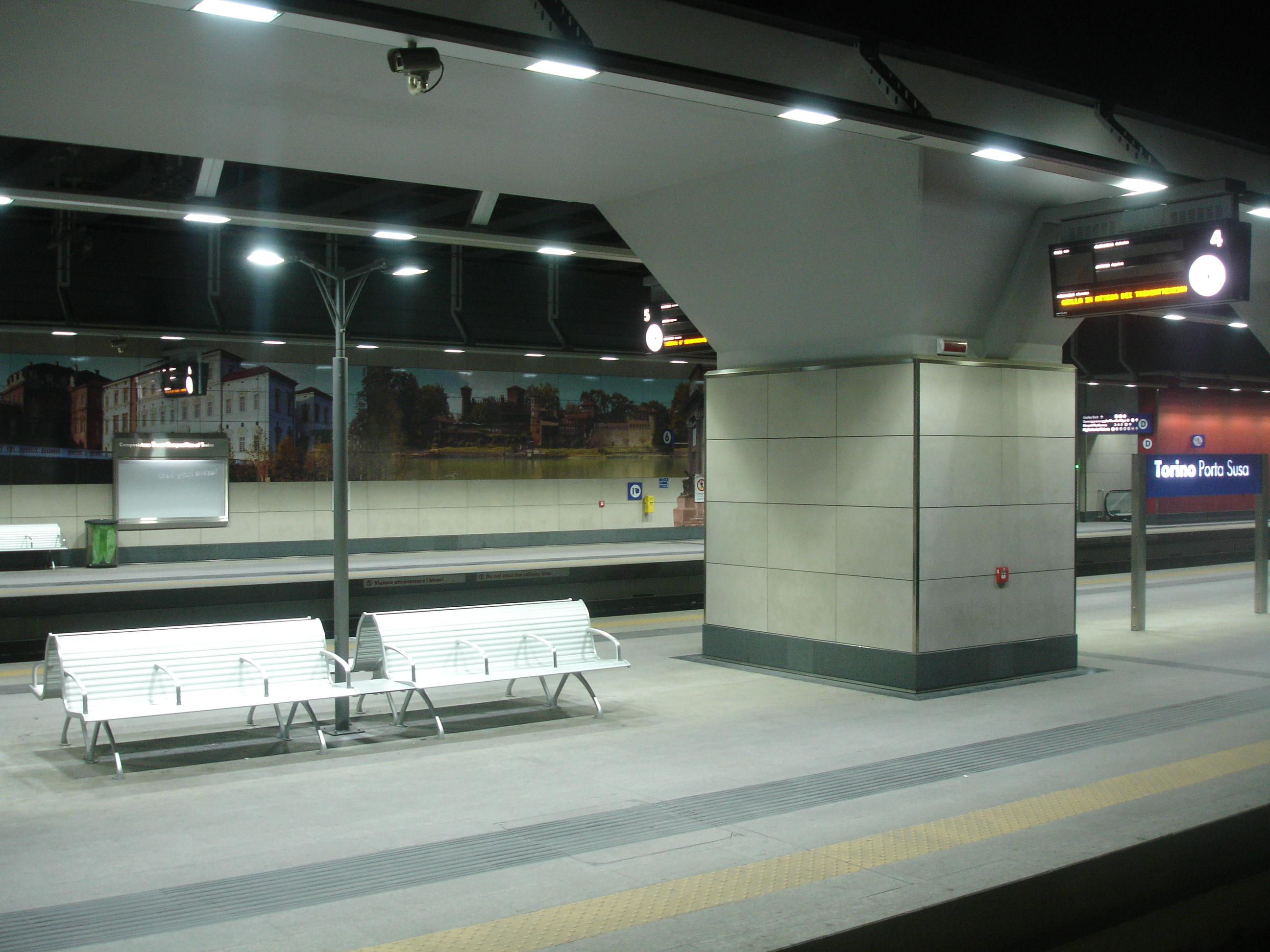
Stazione di Torino Porta Susa

La rete ferroviaria del Piemonte conta circa 2000 km di linee: si tratta della regione italiana con la rete ferroviaria più estesa, seguita dalla Lombardia con 1870 km di linee.
La rete ferroviaria regionale è gestita per la quasi totalità da Rete Ferroviaria Italiana (RFI). Fanno eccezione il tratto italiano della ferrovia Vigezzina, gestita dalla Società Subalpina Imprese Ferroviarie (SSIF), e un breve tratto della ferrovia Saronno-Novara, di circa 10 km, gestito da Ferrovienord.
Fino al 31 dicembre 2023, inoltre, il Gruppo Torinese Trasporti (GTT) gestiva la ferrovia Canavesana (Torino-Rivarolo-Pont Canavese) e la ferrovia Torino-Ceres; dal 1º gennaio 2024, anch'esse sono gestite da Rete Ferroviaria Italiana.
Le principali stazioni sono 75 (classificate come platinum, gold e silver).
La rete fondamentale è costituita dalle seguenti linee:
- Ferrovia Torino-Milano (linea storica e linea ad alta velocità; parzialmente in Lombardia)
- Ferrovia del Frejus;
- Ferrovia Torino-Genova (parzialmente in Liguria);
- Ferrovia Domodossola-Milano.

Fanno invece parte della rete complementare:
- Ferrovia Arona-Alessandria (parzialmente in Lombardia pur collegando due città in Piemonte);
- Ferrovia Alessandria-Ovada;
- Ferrovia Torino-Fossano-Savona (parzialmente in Liguria).

Vi sono poi altre linee ferroviarie:
| - Ferrovia Alessandria-Cavallermaggiore - Ferrovia Alessandria-Pavia (parzialmente in Lombardia) - Ferrovia Alessandria-Piacenza (parzialmente in Lombardia ed Emilia) - Ferrovia Alessandria-San Giuseppe di Cairo (parzialmente in Liguria) - Ferrovia Aosta-Chivasso (parzialmente in Valle d'Aosta) - Ferrovia Asti-Genova (parzialmente in Liguria) - Ferrovia Biella-Novara - Ferrovia Briga-Domodossola (parzialmente in Svizzera) - Ferrovia Carmagnola-Bra - Ferrovia Castagnole-Asti-Mortara (parzialmente in Lombardia) - Ferrovia Ceva-Ormea - Ferrovia Chivasso-Asti - Ferrovia Chivasso-Alessandria - Ferrovia Fossano-Cuneo - Ferrovia Cuneo-Limone-Ventimiglia (parzialmente in Francia e Liguria) | - Ferrovia Domodossola-Locarno (parzialmente in Svizzera) - Ferrovia Canavesana - Ferrovia Cuneo-Mondovì - Ferrovia Novara-Pino (parzialmente in Lombardia) - Passante ferroviario di Torino - Ferrovia Pinerolo-Torre Pellice - Ferrovia Santhià-Arona - Ferrovia Santhià-Biella - Ferrovia Savigliano-Saluzzo-Cuneo - Ferrovia Torino-Ceres - Ferrovia Torino-Genova (parzialmente in Liguria) - Ferrovia Torino-Pinerolo - Ferrovia Tortona-Novi Ligure - Ferrovia Tortona/Novi Ligure-Genova (alta velocità) - Ferrovia Trofarello-Chieri - Ferrovia Varallo Sesia-Novara - Ferrovia Vercelli-Casale-Valenza - Ferrovia Vercelli-Pavia (per la maggior parte in Lombardia) |

## Sistema aeroportuale

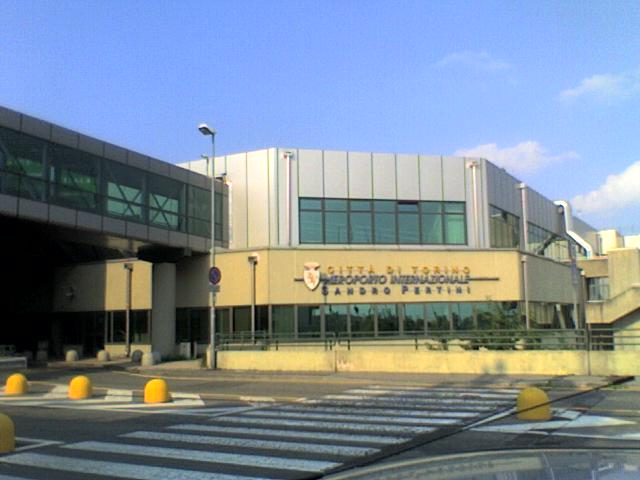
Aeroporto di Torino-Caselle

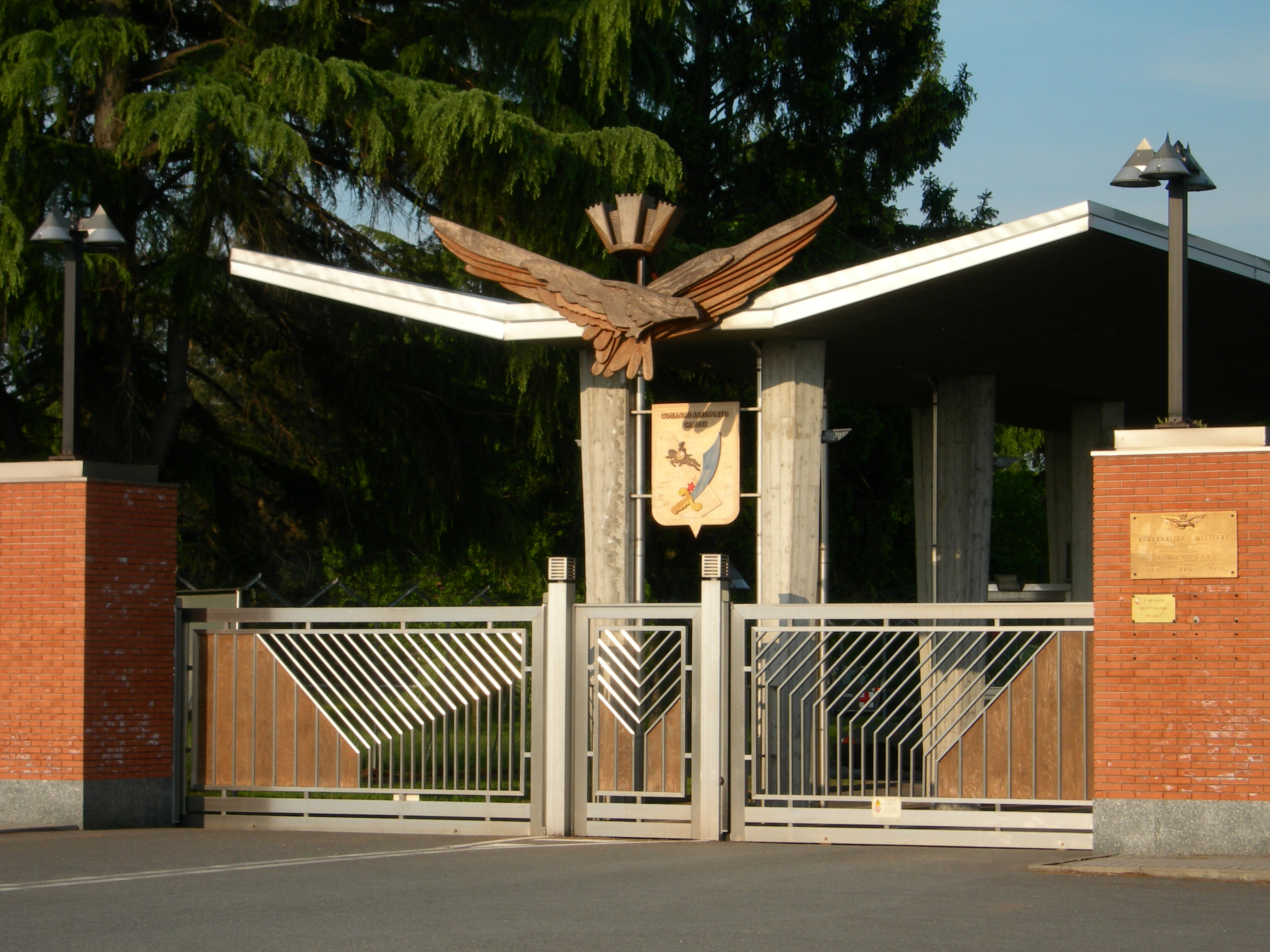
Ingresso dell'Aeroporto militare di Cameri

Il Piemonte è dotato di 26 scali aeronautici: 5 aeroporti e 26 aviosuperfici. Tra gli aeroporti quello che ha più rilevanza internazionale è il "Sandro Pertini" di Torino-Caselle. L'altro aeroporto internazionale è il Cuneo Levaldigi. Gli altri tre aeroporti sono nazionali: Torino-Aeritalia, Biella-Cerrione, Novara Militare Cameri.
Aeroporti civili:
- Aeroporto di Torino-Caselle, il maggiore della regione;
- Aeroporto di Torino-Aeritalia, l'aeroporto storico della città, oggi utilizzato solo per voli turistici e scuola di volo;
- Aeroporto di Novi Ligure, nei pressi di Pozzolo Formigaro, oggi esclusivamente utilizzato in ambito ludico e per scuola di volo a vela e a motore;
- Aeroporto di Biella-Cerrione, impianto privato aperto al traffico civile;
- Aeroporto di Cuneo-Levaldigi, impianto civile aperto al traffico commerciale nazionale e a quello turistico internazionale.

Aeroporti militari:
- Aeroporto di Cameri
- Aeroporto di Venaria Reale.

Aviosuperfici::
- 8 in provincia di Torino
- 5 in provincia di Cuneo
- 4 in provincia di Alessandria
- 3 in provincia di Asti
- 1 in provincia di Vercelli

## Sistema stradale e autostradale
Comunicazioni rapide e interregionali sono garantite da un'efficiente rete stradale e autostradale, che si estende per 29.165 km, di cui 2664 di strade statali. È una rete non fittissima in confronto all'estensione della regione, ma ben sufficiente a garantire tutti i collegamenti necessari.
Molto intensa la circolazione automobilistica: il Piemonte è la regione italiana con la più alta densità di autoveicoli in rapporto agli abitanti (un'automobile ogni 2,7 abitanti).
Per quanto riguarda la segnaletica stradale, nelle valli occitane del Piemonte alcuni comuni hanno provveduto alla posa di cartelli di localizzazione bilingue italiano/occitano provenzale, mentre cartelli direzionali bilingue sono piuttosto sporadici.

### Rete autostradale

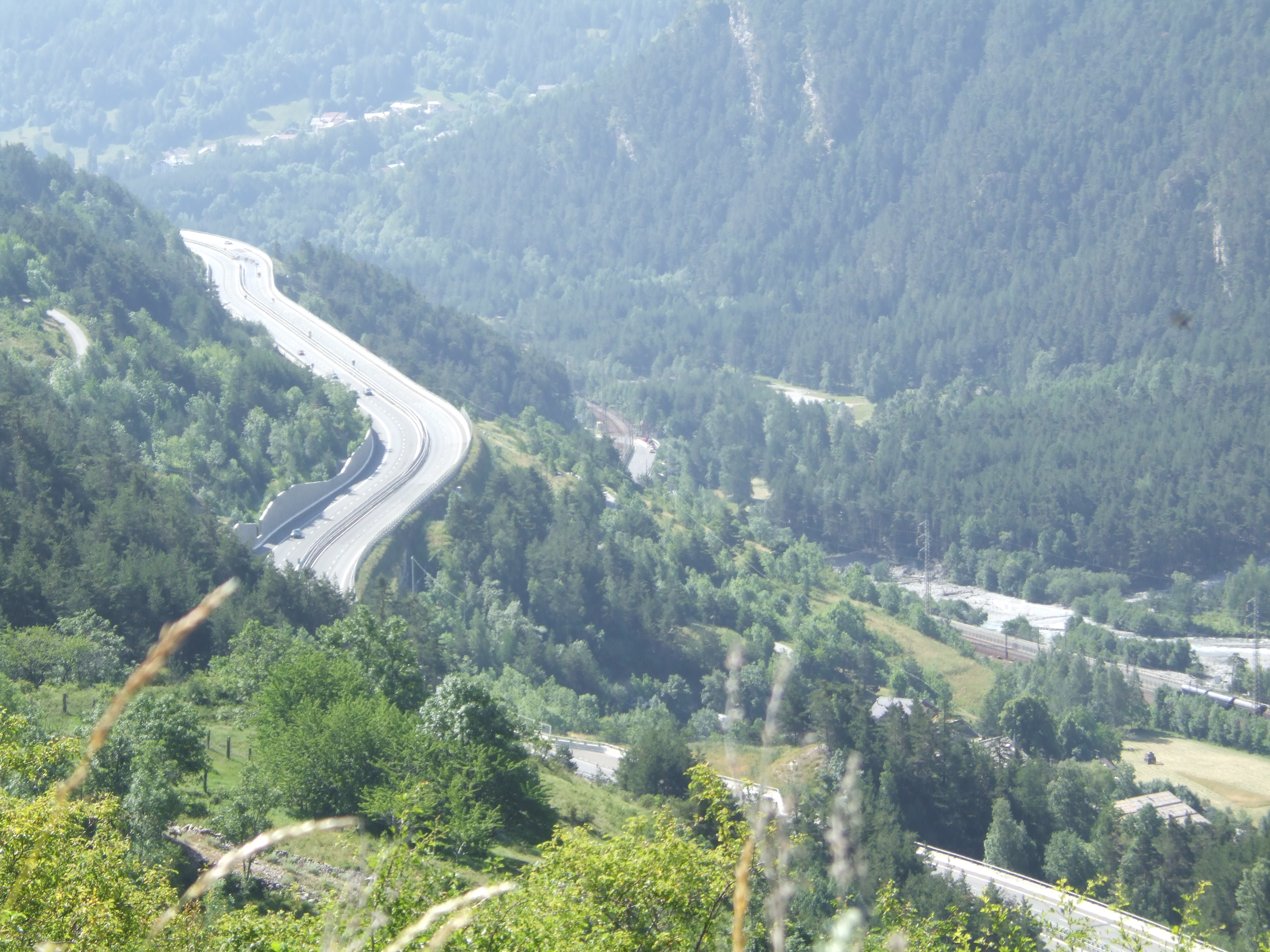
L'Autostrada A32 nei pressi di Beaulard

Il territorio della regione presenta numerose autostrade; dal Piemonte partono due delle principali direttrici per la Francia, la A32 (per il traforo del Frejus) e la A5 (per il traforo del Monte Bianco).
Le autostrade presenti in regione sono:
- Autostrada A4 (Torino - Milano - Venezia - Trieste);
- Autostrada A5 (Italia)#A4/A5 Diramazione Ivrea-Santhià (Ivrea - Santhià);
- Autostrada A5 (Torino - Aosta - Traforo del Monte Bianco);
- Autostrada A6 (Torino - Savona)
- Autostrada A7 (Milano - Genova; attraversa il Piemonte per un tratto di circa 40 km passando per le città di Tortona e Novi Ligure);
- Autostrada A21 (Torino - Piacenza - Brescia);
- Autostrada A26 (Gravellona Toce - Verbania - Vercelli - Voltri);
- Diramazione Gallarate-Gattico (Gallarate - Gattico);
- Diramazione Stroppiana-Santhià (Stroppiana - Santhià);
- Diramazione Predosa-Bettole (Predosa - Bettole);
- Autostrada A32 (Torino - Bardonecchia - Traforo del Frejus);
- Autostrada A33 (Asti - Cuneo);
- Tangenziali di Torino;
- Raccordo autostradale 10 (Torino - Aeroporto di Caselle).

### Rete stradale

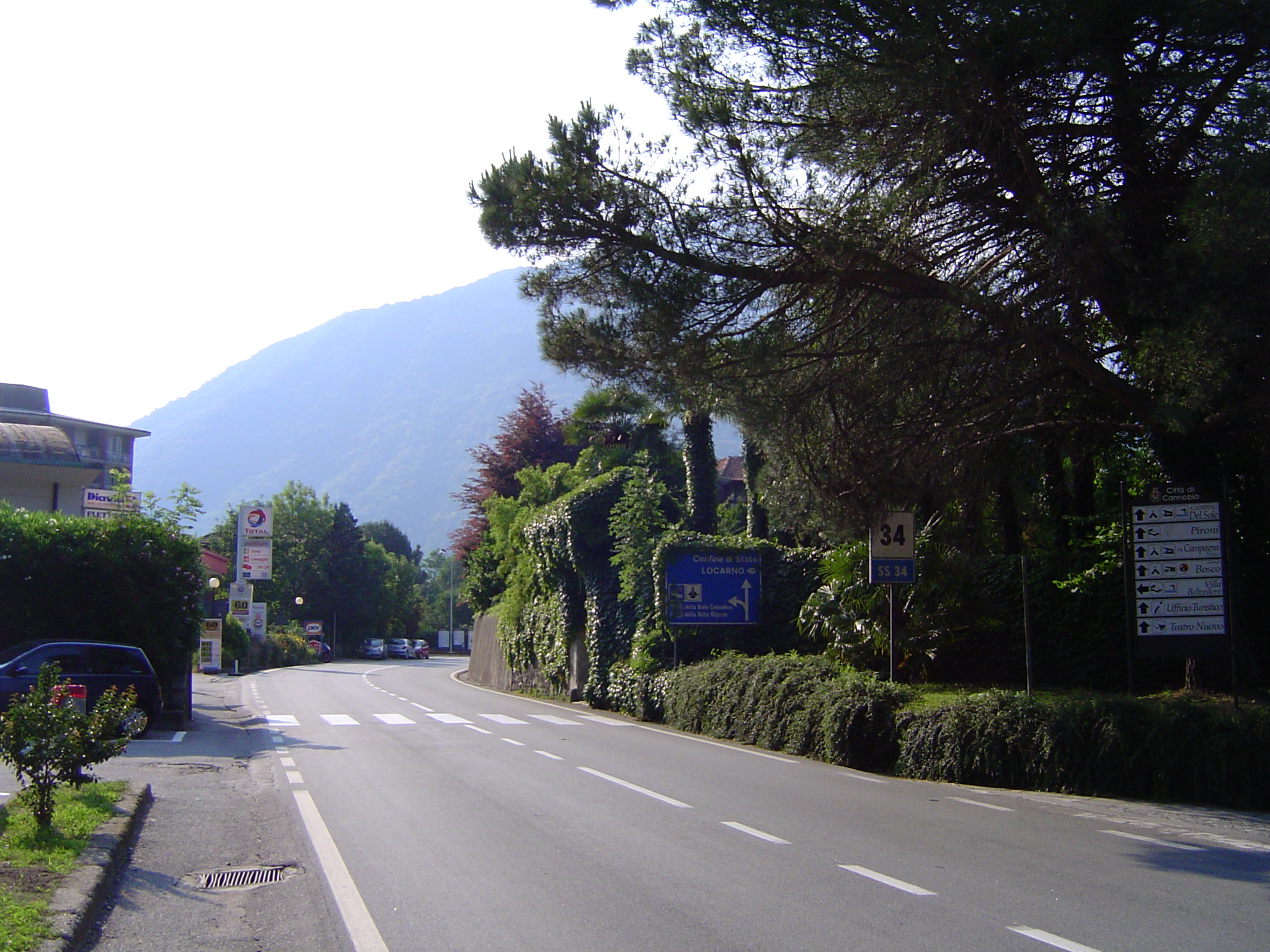
La SS 34 all'ingresso di Cannobio

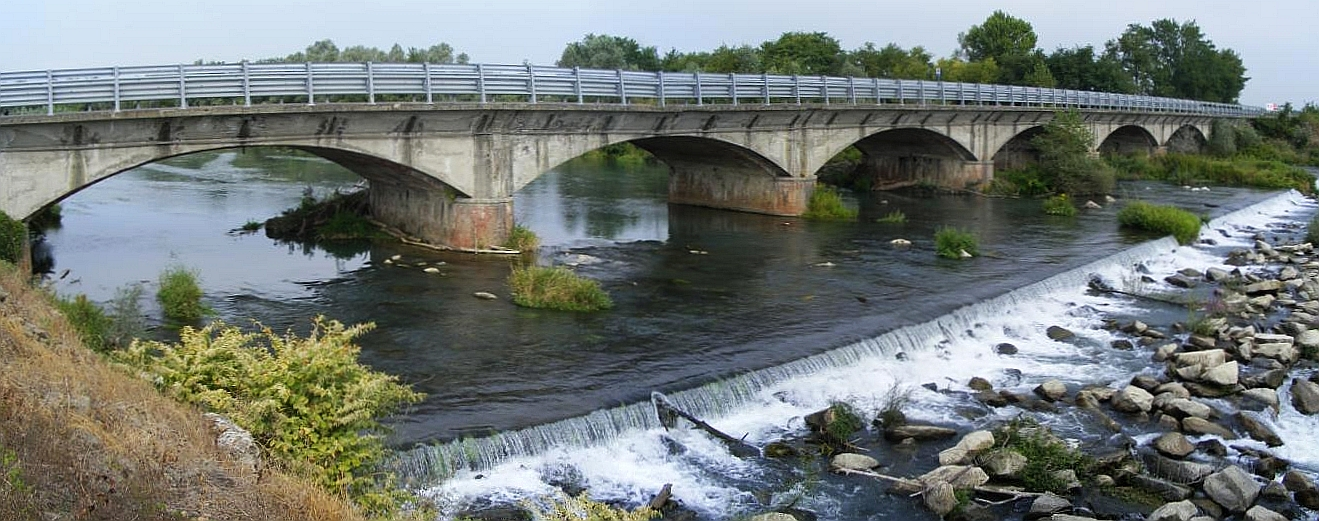
Ponte sull'Elvo della ex SS 230 di Massazza

#### Strade statali
- : Torino - Ventimiglia (IM) / (tratto ANAS: Cuneo - Colle di Tenda).
- : Borgo San Dalmazzo (CN) - Colle della Maddalena.
- : Torino - Monginevro/Confine di Stato / (tratto ANAS: Susa - Claviere, Confine di Stato).
- : Torino - Moncenisio/Confine di Stato.
- : Chivasso (TO) - Valle d'Aosta/Confine di Stato.
- : Genola (CN) - Imperia / (tratto ANAS: Fossano - Imperia).
- : Novara - Castelletto sopra Ticino (NO).
- : Milano - Confine di Stato al Passo del Sempione.
- : Gravellona Toce (VB) - Confine di Stato di Piaggio Valmara (VB).
- : Asti - Cuneo
- : Oulx (TO) - Bardonecchia (TO).
- : Oulx (TO) - Oulx (TO).
- : Gallarate (VA) - Varallo Pombia (NO).
- : Masera (VB) - Confine di Stato di Ponte Ribellasca (VB).
- : Novara - Varese.
- : Bagnasco (CN) - Finale Ligure (SV) / (tratto ANAS: Bagnasco - Confine con la Liguria).
- : Crevoladossola (VB) - Formazza (VB).

#### Strade regionali
Strade ex statali divenute regionali e divenute quindi provinciali con la legge regionale del Piemonte

### Valichi e trafori

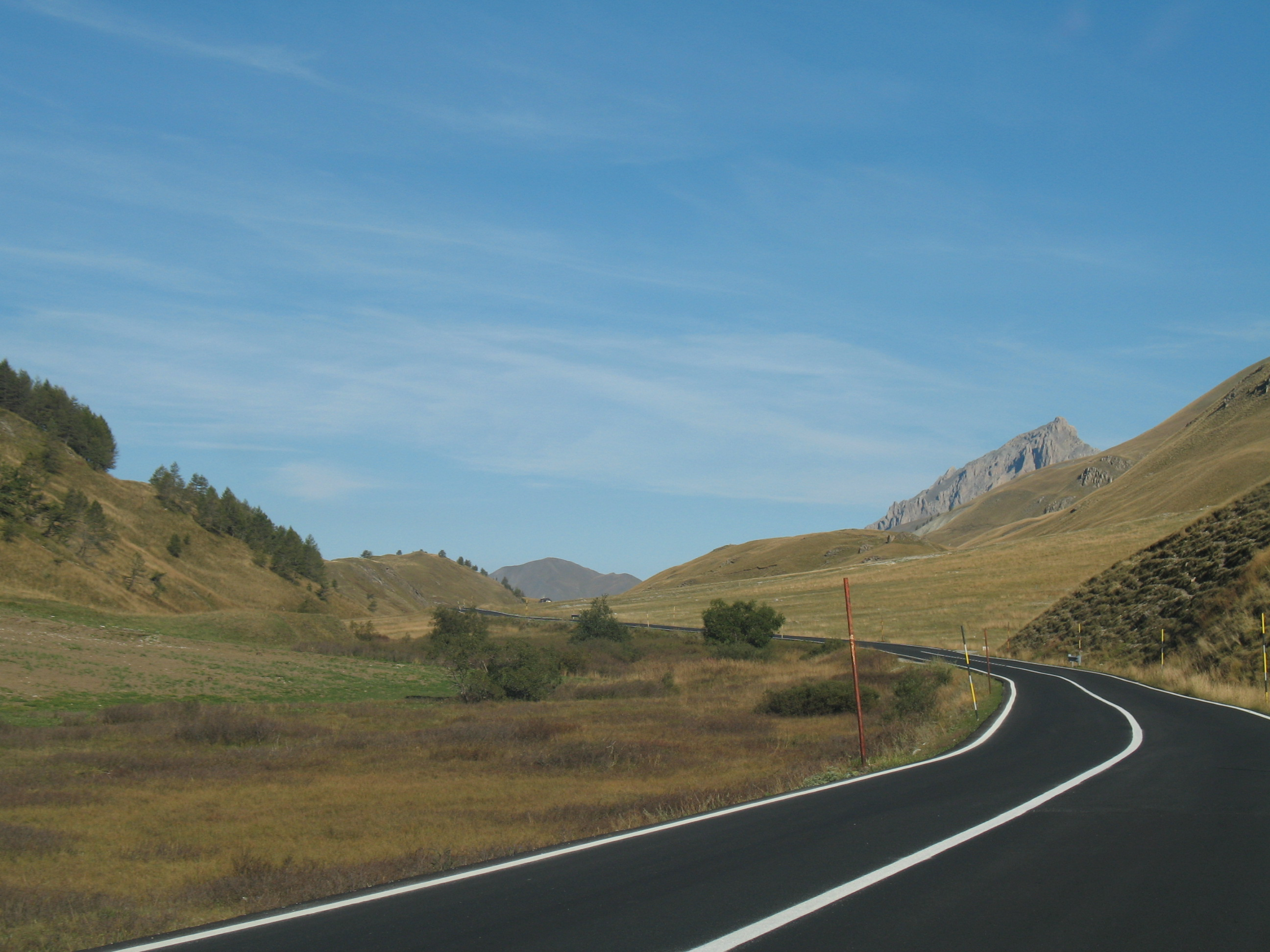
Il Colle della Maddalena

#### Valichi
Di seguito i principali valichi stradali della regione al confine con la Francia (regione della Provenza-Alpi-Costa Azzurra) e la Svizzera (Canton Ticino e Canton Vallese):
- Colle di Tenda, 1871 m s.l.m., che mette in collegamento Cuneo con la Costa Azzurra;
- Colle della Lombarda, 2350 m s.l.m., che mette in collegamento Vinadio con la località sciistica francese Isola 2000 e successivamente con il paese di Isola;
- Colle della Maddalena, 1996 m s.l.m., che mette in collegamento la Valle Stura di Demonte con la Valle dell'Ubaye;
- Colle dell'Agnello, 2748 m s.l.m., che mette in collegamento la Valle Varaita con il comune francese di Château-Ville-Vieille;
- Colle del Monginevro, 1854 m s.l.m., che mette in collegamento Cesana Torinese con la città francese di Briançon;
- Colle del Moncenisio, 2083 m s.l.m. (in territorio francese, a pochi chilometri di distanza dall'Italia), che mette in collegamento Susa con il comune francese di Lanslebourg-Mont-Cenis.
- Passo di San Giacomo, 2308 m s.l.m., che collega Formazza con Airolo, paese svizzero della Val Bedretto (Canton Ticino);
- Passo del Sempione, 2005 m s.l.m., (in territorio svizzero, a pochi chilometri di distanza dall'Italia), che collega la Val Divedro con la cittadina svizzera di Briga-Glis (Canton Vallese).

#### Trafori
- Traforo del Frejus, lungo quasi 13 km, posto sotto il monte omonimo e unente Bardonecchia a Modane.

### Distanze chilometriche
| [ 7 ]              | Torino | Cuneo  | Biella | Novara | Traforo del Frejus | Verbania |
| ------------------ | ------ | ------ | ------ | ------ | ------------------ | -------- |
| Torino             | —      | 81 km  | 65 km  | 80 km  | 78 km              | 150 km   |
| Cuneo              | 81 km  | —      | 146 km | 161 km | 159 km             | 240 km   |
| Biella             | 65 km  | 146 km | —      | 60 km  | 143 km             | 97 km    |
| Novara             | 80 km  | 161 km | 60 km  | —      | 158 km             | 87 km    |
| Traforo del Frejus | 78 km  | 159 km | 143 km | 158 km | —                  | 228 km   |
| Verbania           | 150 km | 240 km | 97 km  | 87 km  | 228 km             | —        |

## Trasporto pubblico

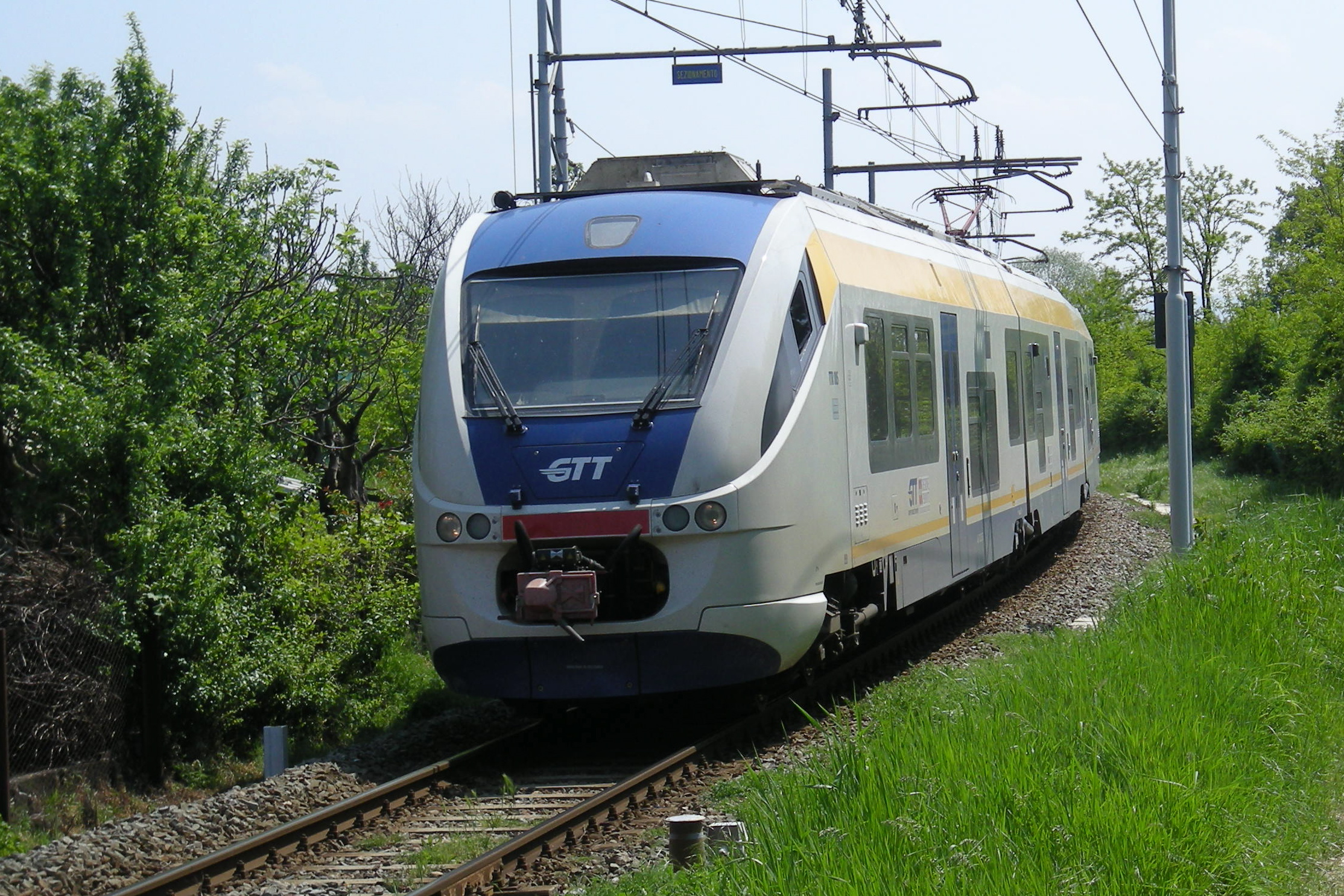
Minuetto della GTT

La rete di trasporto urbano e suburbano della città di Torino è coordinata dall'azienda GTT (Gruppo Torinese Trasporti), che gestisce anche oltre 100 linee extraurbane (nelle province di Torino, Alessandria, Asti e Cuneo). Negli altri capoluoghi di provincia e le rispettive province il trasporto pubblico è gestito da:
- Provincia di Alessandria: Consorzio Intercomunale Trasporti e Autolinee Val Borbera (escluso il capoluogo); ARFEA (Aziende Riunite Filovie ed Autolinee), compreso il capoluogo;
- Provincia di Asti: Asti Servizi Pubblici e ARFEA;
- Provincia di Novara: SUN Novara;
- Provincia del Verbano-Cusio-Ossola: VCO Trasporti;
- Province di Biella e Vercelli: ATAP (Biella e Vercelli)

### Metropolitana di Torino

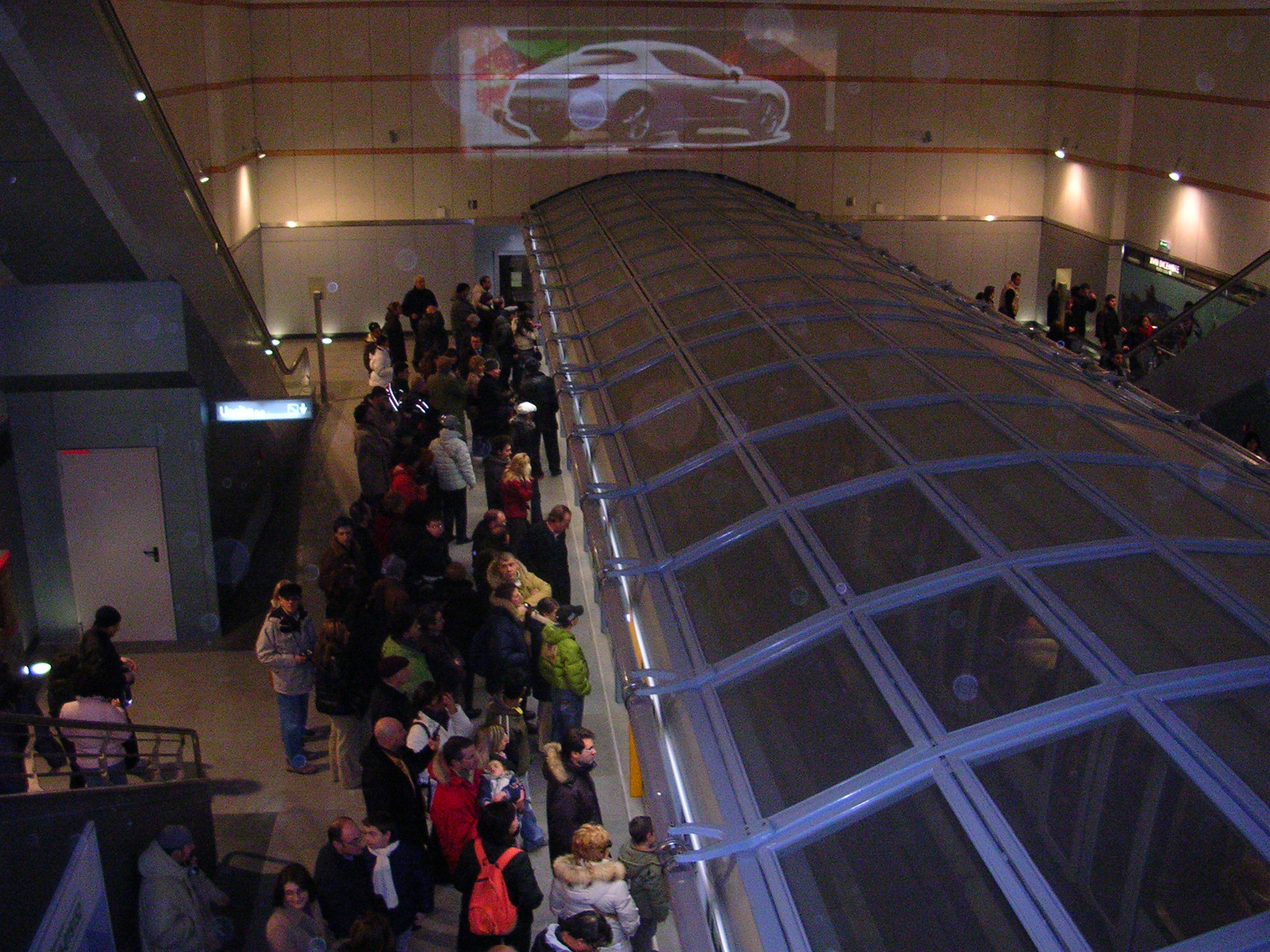
Stazione della Metropolitana a Torino

Attualmente la metropolitana di Torino, di tipo VAL (treni automatici senza conducente su ruote gommate e di dimensioni ridotte), si estende per 13,2 km, la totalità della linea è in sotterranea, lungo i quali si trovano 21 stazioni. Risulta progettata e in corso di finanziamento un'estensione verso Rivoli zona Cascine-Vica, arrivando così a totalizzare una lunghezza di 18,5 km con 27 stazioni.

## Sistema di navigazione

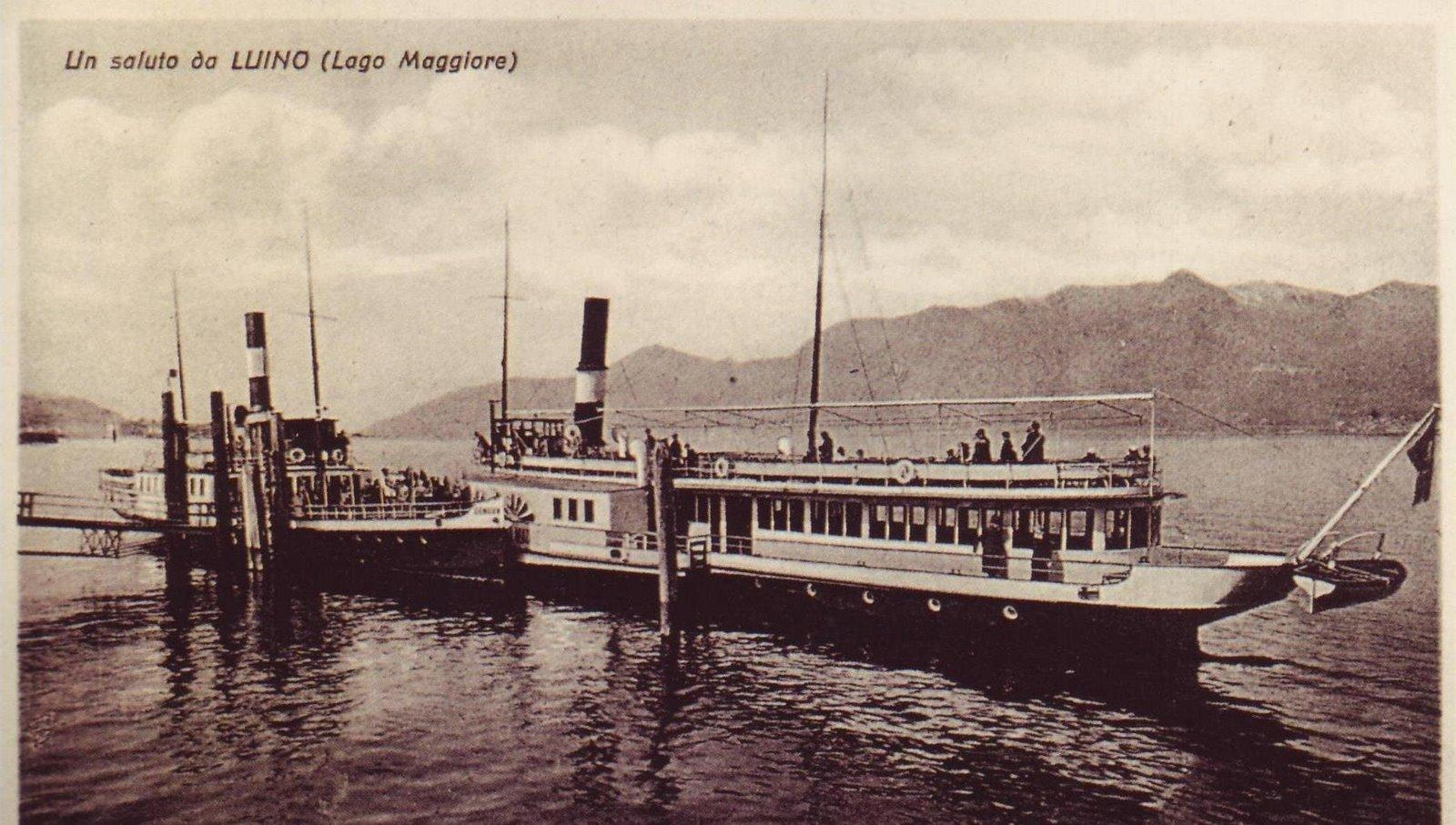
I piroscafo Genova (a sinistra) e Regina Madre a Luino

Sul lago Maggiore viene effettuata la navigazione sin dal XIX secolo; vi è una flotta di piroscafi e traghetti gestita dalla Navigazione Lago Maggiore che garantisce collegamenti fra le principali località lacustri quali Arona, Stresa, Verbania, Cannobio e le Isole Borromee (in Piemonte), Laveno-Mombello e Luino (in Lombardia), Ascona e Locarno in Svizzera. Vengono effettuate traversate anche con battelli storici, oggi custoditi nel cantiere navale di Arona, attuale sede della Navigazione Lago Maggiore.